# Dagmar Laurens
Dagmar Laurens (* 7. März 1940 in Berlin) ist eine deutsche Schauspielerin.

## Leben
Dagmar Laurens absolvierte von 1959 bis 1962 eine Schauspielausbildung an der Schauspielschule des Theater der Keller in Köln.  Am Anfang ihrer Karriere als Schauspielerin standen Theaterengagements.
Laurens war von 1968 bis 2005 festes Ensemblemitglied am Theater Lübeck. Während dieser Zeit spielte Dagmar Laurens zahlreiche Rollen der klassischen und modernen Theaterliteratur. Ihre erste Rolle am Theater Lübeck hatte Laurens in dem Theaterstück Das Spiel von Liebe und Zufall (Le Jeu de l'amour et du hasard) von Pierre Marivaux. Vom Rollenfach der jugendlichen Liebhaberin wechselte sie später zu dramatischen Frauenrollen. Zuletzt spielte sie dort Charakter- und Mütterrollen. Laurens war am Theater Lübeck unter anderem 1991 als Frau Alving in Gespenster und 1990 als Elisabeth von England in Maria Stuart  zu sehen. Sie spielte in den 1990er Jahren in Bühnenfassungen von Angst essen Seele auf (1998; als Putzfrau Emmi) und Misery (1997; als Annie). In den letzten Jahren ihres Engagements trat Laurens dort in der Titelrolle der Mutter Courage von Bertolt Brecht (1997), als Golde in dem Musical Anatevka (2000), als Mutter in Bluthochzeit (2000), als Frau Marthe Rull in Der zerbrochne Krug (2005) und als Mutter in Am Ziel (2005) auf.
Erste Fernsehrollen hatte Laurens schon in den 1960er Jahren, meist in Fernsehspielen und in Theaterverfilmungen. Erst relativ spät kamen dann ab den 1990er Jahren weitere Fernsehrollen hinzu.
Bekanntheit erlangte Laurens insbesondere durch ihre durchgehende Serienrolle in der ZDF-Fernsehserie Girl Friends, wo sie von 1995 bis 2003 gemeinsam mit Mariele Millowitsch und Walter Sittler spielte. Sie spielte darin die Rolle der Elisabeth Harsefeld, die Mutter der weiblichen Hauptdarstellerin Marie Malek. 1998 übernahm Laurens in dem Fernsehfilm Wiedersehen in Palma, einem Spin-off der Serie, die Hauptrolle an der Seite von Klausjürgen Wussow. Ab Juli 2008 stand Dagmar Laurens in der Hauptrolle der Ruth Vollmer in der WDR-Fernsehserie Die Anrheiner vor der Kamera.
Sie hatte außerdem Episodenrollen in den Fernsehserien Notruf Hafenkante (2008; als Rentnerin Frau Wittich), Heiter bis tödlich: Morden im Norden (2012; als alte Hebamme Margarethe Oderwald), Rote Rosen (2012; als altes, früheres Kindermädchen Dora), Sibel & Max (2015; als alte Dame) und Die Pfefferkörner (2015; als Rentnerin Frau Lorenz).
Im März 2016 war Laurens in der ZDF-Serie SOKO Wismar in einer Episodennebenrolle zu sehen; sie spielte die Rentnerin Sybille Fürstenberg, die Opfer eines sog. „Enkeltricks“ wurde.
Laurens lebt in Lübeck.

## Filmographie (Auswahl)
- 1961: Schiffer im Strom (Fernseh-Mehrteiler)
- 1962: Daphne Laureola (Fernsehfilm)
- 1967: Tag der offenen Tür, kurzes Fernsehspiel des WDR
- 1971: Der Junge von St. Pauli (Fernsehfilm)
- 1995–2004: Girl Friends (Fernsehserie; Serienhauptrolle)
- 1996: Bei uns daheim (Fernsehserie)
- 1998: Wiedersehen in Palma (Fernsehfilm)
- 1999: Nikola (Fernsehserie)
- 2000: Großstadtrevier (Fernsehserie; Folge: Gefährlicher Verdacht)
- 2002: Weihnachtsmann gesucht (Fernsehfilm)
- 2002: Broti & Pacek (Fernsehserie; Folge: Dr. Love)
- 2007: Elvis und der Kommissar (Fernsehserie; Folge: Das Mädchen mit dem blonden Haar)
- 2007: Ich heirate meine Frau
- 2008: Die Anrheiner (Fernsehserie; Serienhauptrolle)
- 2008: Notruf Hafenkante (Fernsehserie; Folge: Auf schmalen Grat)
- 2009: Ein Dorf sieht Mord (Fernsehfilm)
- 2012: Heiter bis tödlich: Morden im Norden (Folge: Besuch der alten Dame)
- 2012: Rote Rosen (Fernsehserie; Seriennebenrolle)
- 2013: Achtung Polizei! Alarm um 11 Uhr 11 (Fernsehfilm)
- 2015: Sibel & Max (Fernsehserie; Folge: Positiv)
- 2015: Die Pfefferkörner (Fernsehserie, Folge: Abgeschoben)
- 2016: SOKO Wismar (Fernsehserie; Folge: Damenwahl)
- 2016: Notruf Hafenkante (Fernsehserie; Folge: Explosive Lage)
- 2016: Neu in unserer Familie – Zwei Eltern zu viel (Fernsehfilm)
- 2016: Neu in unserer Familie – Ein Baby für alle (Fernsehfilm)
- 2018: Praxis mit Meerblick – Der Prozess (Fernsehreihe)
- 2021: SOKO Wismar (Fernsehserie; Folge: Tod einer Notärztin)